# 霍博肯 (阿拉巴馬州)
霍普登（英語：Hoboken）是一個位於美國阿拉巴馬州馬倫戈縣的非建制地區。該地的面積和人口皆未知。

## 地理
霍普登的座標為32°01′33.5″N 87°52′37″W / 32.025972°N 87.87694°W，而該地的平均海拔高度為76米（即249英尺）。